# خانه مهر
خانه مهر یک مجموعه تلویزیونی  محصول سال ۱۳۸۱ به کارگردانی مجید عباسی (هنری) و جواد افشار (تلویزیونی) و، نویسندگی علیرضا حسینی و تهیه‌کنندگی سعید عباسی می‌باشد که از شبکه سه تلویزیون ایران پخش شد. این مجموعه در 26 قسمت 45 دقیقه تهیه و پخش شد.
این مجموعه در زمان پخش ساختاری نو و جذاب داشت و موفق به جذب مخاطب و بازخوردی قابل توجه شد.

## داستان مجموعه
چند دختر و پسر جوان در نقش مجریان یک برنامه تلویزیونی مشغول به ساخت برنامه ای هستند که در حاشیه کار و پشت صحنه مخاطب با روحیات دغدغه ها و شخصیت آن ها آشنا می شود...

## بازیگران
- عنایت شفیعی
- ارسیا صنعتی
- الیکا عبدالرزاقی
- امید آهنگر
- سامان معماری
- سعید شیخ‌زاده
- سعید نورالهی
- عزیز الله هنرآموز
- علی جاویدفر
- محمد بیگدلی
- محمدجواد طاهری
- مرتضی ضرابی
- مریم صالحی
- مهناز غمخوار
- میلیشا مهدی
- مجید عباسی
- مهران میرزایی

## عوامل تولید
- کارگردان هنری: مجید عباسی
- تهیه‌کننده: سعید عباسی
- کارگردان تلویزیونی: جواد افشار
- طراح دکور: مهران میرزایی
- منشی صحنه: مجید ملکی
- تدوین: وحید عباسی ، نگین میرزاپور
- مدیر تولید: فریاد سلکی
- تصویربرداران: محمد اسفندیاری، حسین باقری طارمی و پیام افشار
- صداربردار: فرزاد علی محمدی
- چهره‌پردازی: محمد ذکی‌زاده و فاطمه حسنلو
- نویسنده متن: علیرضا حسینی
- مشاور: محمدرضا فریس‌آبادی